# Herny
Herny település Franciaországban, Moselle megyében. Lakosainak száma 519 fő (2022. január 1.). Herny Adaincourt, Arriance, Han-sur-Nied, Hémilly, Holacourt, Many, Vatimont és Vittoncourt községekkel határos.

## Népesség
A település népességének változása:
| Lakosok száma | 450  | 436  | 412  | 453  | 477  | 498  | 508  | 521  | 526  | 519  |
|               | 1968 | 1982 | 1990 | 2006 | 2013 | 2015 | 2017 | 2019 | 2020 | 2022 |